# Transit (astronomie)
Pour les articles homonymes, voir Transit.

Transit de Phobos devant le Soleil depuis Mars, observé par le robot Opportunity le 10 mars 2004.

Un transit est, en astronomie, le passage d'un objet céleste entre l'observateur et un autre objet. Le premier objet paraît alors se déplacer devant le deuxième.
Si la situation de l'observateur n'est pas précisée, ce dernier se trouve implicitement sur la Terre.

## Définitions

Le terme « transit » est utilisé dans les cas où l'objet le plus proche possède un diamètre apparent nettement plus petit que l'objet le plus lointain. Lorsque l'objet s'intercalant possède un diamètre angulaire plus grand que le deuxième, le phénomène est une occultation. Si l'observateur est plongé dans l'ombre de l'objet transitant, il s'agit d'une éclipse. Lorsque le diamètre angulaire du plus proche objet est plus petit mais néanmoins voisin du deuxième objet, on parle d'éclipse annulaire. Chacun de ces phénomènes sont les effets visibles d'une syzygie.
Un exemple de transit implique le déplacement d'une planète entre la Terre et le Soleil, ce qui ne peut se produire qu'avec Mercure ou Vénus. Cependant, depuis les planètes plus lointaines, comme Mars, la Terre peut transiter devant le Soleil.
Le terme peut désigner également le mouvement d'un satellite naturel devant la planète autour de laquelle il tourne, par exemple les satellites galiléens de Jupiter.
Un transit nécessite que trois objets célestes soient alignés. Il arrive plus rarement que quatre objets célestes le soient. Un tel cas s'est produit le 21 mars 1894 vers 23 h 00 UTC, lorsque Mercure transita devant le Soleil depuis Vénus et que Mercure et Vénus transitèrent devant le Soleil depuis Saturne.
Enfin, en anglais, le terme transit peut désigner le passage d'un astre au méridien (i.e. l'axe Nord Sud) de l'observateur. Par exemple, celui-ci a lieu aux alentours de midi pour le Soleil.

## Contacts
Pendant un transit se produisent quatre « contacts », lorsque la circonférence de l'objet le plus petit touche celle de l'objet le plus grand en un point. Les contacts se produisent dans l'ordre suivant :
- premier contact : l'objet le plus petit est en dehors de l'objet le plus grand et se déplace vers l'intérieur de ce dernier ;
- deuxième contact : l'objet le plus petit est totalement à l'intérieur de l'objet le plus grand et se déplace vers l'intérieur de ce dernier ;
- troisième contact : l'objet le plus petit est totalement à l'intérieur de l'objet le plus grand, mais se déplace vers l'extérieur de ce dernier ;
- quatrième contact : l'objet le plus petit est à l'extérieur de l'objet le plus grand et continue son déplacement vers l'extérieur de ce dernier.

## Précautions à prendre
Observer un transit ou une occultation d'un corps devant le Soleil, ou une éclipse partielle de Soleil à l'œil nu ou à l'aide d'un instrument d'observation peut être très dangereux et entraîner une cécité irréversible. Une vitre fumée ou des films photographiques ne suffisent pas à protéger les yeux contre toutes les radiations émises par le Soleil et la cécité peut survenir quelques heures après l'observation. Il convient de se munir des filtres adaptés, généralement fournis pour l'occasion par les revues d'astronomie. En France ces filtres doivent porter la marque NF. 
Une observation en projetant l'image du Soleil est sans danger car elle est indirecte ; il suffit pour la réaliser d'une simple loupe et d'une feuille de papier. Il est nécessaire de s'assurer que la concentration des rayons lumineux ne conduira pas à provoquer un incendie.

## Différents cas d'observation possibles

### Système solaire (Mercure et Vénus)
Depuis la Terre, il n'est possible de visualiser un transit d'un objet du système solaire devant le Soleil que si celui-ci est situé en deçà de l'orbite terrestre. Du point de vue des planètes, seules Mercure et Vénus sont dans ce cas.
C'est néanmoins un phénomène rare, qui dans le cas de Vénus ne se produit jamais plus de deux fois par siècle, deux observations séparées d'environ huit ans. Les derniers transits de Vénus devant le Soleil eurent lieu en 1874, 1882, le 8 juin 2004 et le 6 juin 2012. Le prochain aura lieu le 11 décembre 2117.
Mercure, plus proche du Soleil que Vénus, transite plus fréquemment entre la Terre et le Soleil : environ 13 fois par siècle. Les derniers transits eurent lieu le 15 novembre 1999, le 7 mai 2003, le 8 novembre 2006, le 9 mai 2016 et le 11 novembre 2019 ; le prochain aura lieu le 13 novembre 2032
Dans de rares cas, une planète peut transiter devant une autre, vue depuis la Terre. Le prochain phénomène de ce type se produira le 22 novembre 2065 vers 12 h 43 UTC, lorsque Vénus (proche de sa conjonction supérieure, avec un diamètre angulaire de 10,6") transitera devant Jupiter (avec un diamètre angulaire de 30,9"). Le transit s'effectuera cependant à 8° du Soleil et ne sera donc pas observable sans protection. Juste auparavant, Vénus occultera Ganymède, satellite de Jupiter, vers 11 h 24 UTC.
Entre 1700 et 2200, il ne se produira que 18 transits de planètes, depuis la Terre. De plus, il ne s'en produira aucun entre 1818 et 2065 :
| Date              | Corps transitant | Corps transité | Type        |
| ----------------- | ---------------- | -------------- | ----------- |
| 19 septembre 1702 | Jupiter          | Neptune        | Occultation |
| 20 juillet 1705   | Mercure          | Jupiter        | Transit     |
| 14 juillet 1708   | Mercure          | Uranus         | Occultation |
| 4 octobre 1708    | Mercure          | Jupiter        | Transit     |
| 28 mai 1737       | Vénus            | Mercure        | Occultation |
| 29 août 1771      | Vénus            | Saturne        | Transit     |
| 21 juillet 1793   | Mercure          | Uranus         | Occultation |
| 9 décembre 1808   | Mercure          | Saturne        | Transit     |
| 3 janvier 1818    | Vénus            | Jupiter        | Transit     |
| 22 novembre 2065  | Vénus            | Jupiter        | Transit     |
| 15 juillet 2067   | Mercure          | Neptune        | Occultation |
| 11 août 2079      | Mercure          | Mars           | Occultation |
| 27 octobre 2088   | Mercure          | Jupiter        | Transit     |
| 7 avril 2094      | Mercure          | Jupiter        | Transit     |
| 21 août 2104      | Vénus            | Neptune        | Occultation |
| 14 septembre 2123 | Vénus            | Jupiter        | Transit     |
| 29 juillet 2126   | Mercure          | Mars           | Occultation |
| 3 décembre 2133   | Vénus            | Mercure        | Occultation |

De tels transits peuvent également être observés depuis d'autres planètes. Mars, par exemple, connaît assez souvent des transits de ses deux satellites, Phobos et Déimos, devant le Soleil.

### Hors du système solaire

#### Observations depuis la Terre

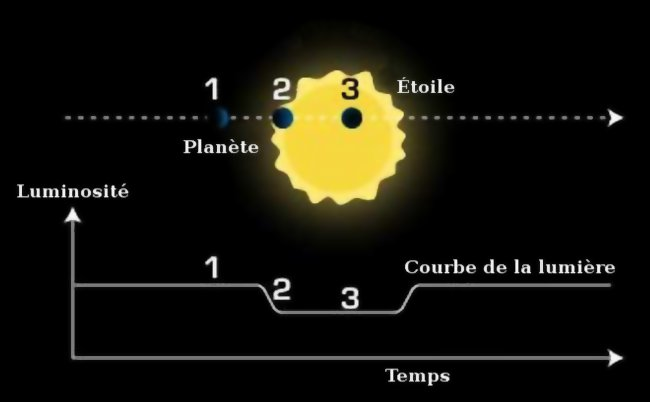
Le transit de la planète devant son étoile fait varier la luminosité de cette dernière.

Certaines planètes extrasolaires transitent également entre la Terre et leur étoile. C'est le cas en particulier de la planète HD 209458 b. Cette caractéristique permet d'effectuer des mesures sur les atmosphères de ces planètes lointaines. L'observation de transits permet également de découvrir certaines planètes extrasolaires.  Planethunters est un projet de science citoyenne sur Zooniverse qui invite les internautes à détecter des transits sur les courbes de lumière observées par le télescope spatial Kepler.
Le transit astronomique est une méthode de détection d'exoplanètes applicable seulement aux systèmes planétaires dont le plan est perpendiculaire au plan du ciel, ce qui fait que la probabilité d’observer un tel transit pour une étoile prise au hasard à un moment pris au hasard est extrêmement faible. Pour une orbite circulaire et une orientation aléatoire uniforme de la planète, cette probabilité est de :
{\displaystyle {\rm {{prob}={\frac {R_{\ast }}{a}}\approx 0{,}005\;{\frac {R_{\ast }}{R_{{\text{Solei}}l}}}\left({\frac {a}{1\;{\text{UA}}}}\right)^{-1}}}}
où {\displaystyle \mathrm {R} _{\ast }} est le rayon de l’étoile, {\displaystyle \mathrm {R} _{\text{Soleil}}} est celui du Soleil, {\displaystyle a} est le rayon de l’orbite de la planète autour de l’étoile et 1 au correspond à une unité astronomique. Cela provient de la fraction d’angle solide sur la sphère qui est balayée par l’ombre de la planète.
L’effet à observer est aussi relativement faible puisqu’une planète d’un rayon tel celui de Jupiter passant devant une étoile d’un rayon solaire produit une baisse relative de flux lumineux de 1,1%. Ce ratio de 1% est aussi la limite de détection des télescopes au sol. Cette limite est de 0,01 % pour les télescopes spatiaux, ce qui correspond à une planète du diamètre de la Terre passant devant une étoile comme le Soleil.
Les exoplanètes avec transit astronomique sont importantes car on peut déduire leur rayon à partir de leur courbe de lumière, donc, avec leur masse, on déduit aussi leur densité.
Les confirmations avec la technique des vitesses radiales montrent que la plupart des candidats aux planètes à transit sont des étoiles binaires à éclipses, avec un ratio d’une planète pour de 10 à 20 étoiles binaires. De plus des variations de luminosité observées sur différents transits d'une même exoplanète pourraient aider à détecter des exolunes.

#### Transit de la Terre devant le Soleil depuis une autre étoile
La méthode des transits permet de détecter des exoplanètes depuis la Terre, pourvu que leur plan de rotation contienne le système solaire. De manière analogue, il est également possible de se demander depuis quels systèmes stellaires on pourrait observer le transit de la Terre devant le Soleil, c'est-à-dire quelles étoiles se trouvent dans le plan de l'écliptique.
Dans un rayon de 100 pc autour du Soleil, une étude non exhaustive a relevé environ 1 000 étoiles, la plus proche se trouvant à 28 années-lumière. Un observateur s'y trouvant pourrait être en mesure de déterminer la composition de l'atmosphère terrestre. Cependant, le mouvement des étoiles fait que le transit de la Terre n'y est observable que pour des durées de l'ordre du siècle.
Une étude de 2021 a ensuite répertorié à l'aide des données astrométriques de Gaia les étoiles dans ce même rayon de 100 pc depuis lesquelles un transit de la Terre a été ou sera observable sur un intervalle de 10 000 ans centré sur le temps présent. Il en ressort que 1 715 systèmes planétaires ont déjà pu observer le transit de la Terre et 319 de plus pourront l'observer à l'avenir ; parmi ceux-ci se trouvent notamment Ross 128, l'étoile de Teegarden et TRAPPIST-1. En outre, 75 de ces systèmes sont suffisamment proches pour avoir déjà pu détecter les ondes radio émises par l'humanité.

## Histoire
L'occultation de Mercure par Vénus en 1737 fut observée par John Bevis à l'observatoire royal de Greenwich. Il s'agit de la seule occultation planétaire mutuelle à avoir jamais été décrite de façon détaillée. Un transit de Mars devant Jupiter le 12 septembre 1170 fut cependant observé par le moine Gervase à Canterbury et par des astronomes chinois.
Au XVIIIe siècle, le couple de transits de Vénus devant le Soleil en 1761 et 1769 permit de mesurer la valeur de l'unité astronomique. C'est d'ailleurs pour observer ce transit en 1769 (et rechercher le continent austral) que le capitaine James Cook de la Royal Navy effectua un voyage d'Angleterre vers Tahiti.

### Sources
- Michael Perryman, The Exoplanet Handbook, Cambridge University Press, 2011 (ISBN 978-0-521-76559-6).